# Theridion nigrovariegatum
Theridion nigrovariegatum är en spindelart som beskrevs av Simon 1873. Theridion nigrovariegatum ingår i släktet Theridion och familjen klotspindlar. Inga underarter finns listade i Catalogue of Life.